# توصیف‌های ریاضی میدان الکترومغناطیسی
توصیف‌های ریاضی مختلفی از میدان الکترومغناطیسی وجود دارد که در مطالعه الکترومغناطیس، یکی از چهار نیروهای بنیادی طبیعت، استفاده می‌شود. در این مقاله چندین روش مورد بحث قرار می‌گیرد اگر چه این معادلات به بیان میدان الکتریکی و میدان مغناطیسی، پتانسیل و بارها با جریان هستند.

## رویکرد میدان برداری
معمول‌ترین توصیف میدان الکترومغناطیسی با استفاده از میدان‌های برداری دو و سه بعدی به نام میدان الکتریکی و میدان مغناطیسی است. این میدان‌های برداری هر کدام یک مقدار تعریف شده در هر نقطه از فضا و زمان دراند و در نتیجه اغلب به عنوان توابعی از متخصات فضا و زمان در نظر گرفته می‌شود. به این ترتیب، آنها اغلب به عنوان E(x, y, z, t) (میدان الکتریکی) و B(x, y, z, t) (میدان مغناطیسی) نوشته می‌شوند.
اگر تنها میدان الکتریکی (E) غیر صفر و ثابت در زمان باشد، گفته می‌شود یک میدان الکتروستاتیک است. اگر تنها میدان مغناطیسی (B) غیر صفر و ثابت در زمان باشد، گفته می‌شود میدان یک میدان مگنوستاتیک است. اما اگر یکی از میدان‌های الکتریکی یا مغناطیسی وابستگی به زمان داشته باشند، در این صورت دو میدان به شکل جفت‌شده و با به عنوان یک میدان الکترومغناطیسی و با استفاده از معادله‌های ماکسول توصیف می‌شوند.

### معادلات ماکسول در رویکرد میدان برداری
رفتار میدانهای الکتریکی و مغناطیسی، چه در موارد الکتروستاتیک با مگنتوستاتیک یا الکترودینامیک (میدانهای الکترومغناطیسی) توسط معادلات ماکسول توصیف می‌شود:
| معادله‌های ماکسول (میدان‌های برداری)                                                                                                  |                     |
| {\displaystyle \nabla \cdot \mathbf {E} ={\frac {\rho }{\varepsilon _{0}}}}                                                         | قانون گاوس          |
| {\displaystyle \nabla \cdot \mathbf {B} =0}                                                                                         | قانون مغناطیسی گاوس |
| {\displaystyle \nabla \times \mathbf {E} =-{\frac {\partial \mathbf {B} }{\partial t}}}                                             | قانون القای فارادی  |
| {\displaystyle \nabla \times \mathbf {B} =\mu _{0}\mathbf {J} +\mu _{0}\varepsilon _{0}{\frac {\partial \mathbf {E} }{\partial t}}} | قانون آمپر          |
که در آن ρ چگالی بار است که می‌تواند (و اغلب) بستگی به زمان و موقعیت دارد ε0 ثابت گذردهی خلأ است، μ0 ثابت تراوایی خلأ و J جریان در واحد سطح و همچنین تابعی از زمان و موقعیت است. معادلات را با استفاده سیستم بین‌المللی مقادیر به این شکل می‌توان نوشت.

## رویکرد میدان پتانسیل
در بسیاری از موارد در استفاده و محاسبه میدانهای الکتریکی و مغناطیسی از این رویکرد استفاده می‌شود که ابتدا پتانسیل مرتبط محاسبه می‌شود: پتانسیل الکتریکی {\displaystyle \varphi }'برای میدان الکتریکی و پتانسیل برداری مغناطیسی، A، برای از میدان مغناطیسی. پتانسیل الکتریکی یک میدان نرده‌ای (اسکالر) در حالی که پتانسیل مغناطیسی یک میدان برداری است. به همین دلیلی است که گاهی پتانسیل الکتریکی با نام پتانسیل اسکالر و پتانسیل مغناطیسی، پتانسیل برداری نامیده می‌شود. این پتانسیل می‌تواند برای پیدا کردن میدان‌های مرتبط به شکل زیر استفاده شود:
{\displaystyle \mathbf {E} =-\mathbf {\nabla } \varphi -{\frac {\partial \mathbf {A} }{\partial t}}}
{\displaystyle \mathbf {B} =\mathbf {\nabla } \times \mathbf {A} }

### معادلات ماکسول در فرمول‌بندی پتانسیل
این روابط می‌تواند در معادلات ماکسول جایگزین شود و آن را به شکل پتانسیل بیان کنید. قانون فارادی و قانون گاوس برای مغناطیس به جواب‌های بدیهی منجر می‌شوند (به عنوان مثال در مورد قانون گاوس برای مغناطیس ۰ = ۰). دو معادله دیگر ماکسول به این تبدیل می‌شوند.
| معادله‌های ماکسول (فرمول‌بندی پتانسیل) {\displaystyle \nabla ^{2}\varphi +{\frac {\partial }{\partial t}}\left(\mathbf {\nabla } \cdot \mathbf {A} \right)=-{\frac {\rho }{\varepsilon _{0}}}} {\displaystyle \left(\nabla ^{2}\mathbf {A} -{\frac {1}{c^{2}}}{\frac {\partial ^{2}\mathbf {A} }{\partial t^{2}}}\right)-\mathbf {\nabla } \left(\mathbf {\nabla } \cdot \mathbf {A} +{\frac {1}{c^{2}}}{\frac {\partial \varphi }{\partial t}}\right)=-\mu _{0}\mathbf {J} } |
این معادلات با هم به اندازه معادله‌های ماکسول قدرتمند و کامل هستند. علاوه بر این مسئله به کاهش اجزا نیز کمک می‌کند. میدانهای الکتریکی و مغناطیسی باهم شش بخش دارند. در فرمول‌بندی پتانسیل تنها چهار بخش برای حل وجود دارد: پتانسیل الکتریکی و سه بخش پتانسیل برداری. اما معادلات پیچیده‌تر از معادله‌های ماکسول با استفاده از میدانهای مغناطیسی و الکتریکی هستند.

## فرمول‌بندی جبر هندسی
مشابه فرمول‌بندی تنسوری دو شی یکی برای میدان و یکی برای جریان معرفی شده‌است. در جبر هندسی (GA) این‌ها چندبردار هستند. چندبردار میدان به عنوان بردار ریمان-سیلبرشتاین شناخته می‌شود و عبارت است از:
{\displaystyle \mathbf {F} =\mathbf {E} +Ic\mathbf {B} =E^{k}\sigma _{k}+IcB^{k}\sigma _{k}}
و چندبردار جریان عبارتست از:
{\displaystyle c\rho -\mathbf {J} =c\rho -J^{k}\sigma _{k}}
که در آن در جبر فضای فیزیکی (APS) {\displaystyle C\ell _{3,0}(\mathbb {R} )} با بردارهای پایه {\displaystyle \{\sigma _{k}\}} است. شبه‌اسکالر جریان برابر با {\displaystyle I=\sigma _{1}\sigma _{2}\sigma _{3}} (با فرض پایه‌های عمود). بردارهای پایه عمود بین این جبر و ماتریس پائولی مشترک هستند اما معمولاً برابر با آنها نیستند. پس از تعریف مشتق
{\displaystyle {\boldsymbol {\nabla }}=\sigma ^{k}\partial _{k}}
معادلات ماکسول کاهش می‌یابد به تک معادله
| معادله‌های ماکسول (فرمول‌بندی APS) {\displaystyle \left({\frac {1}{c}}{\dfrac {\partial }{\partial t}}+{\boldsymbol {\nabla }}\right)\mathbf {F} =\mu _{0}c(c\rho -\mathbf {J} ).} |
در سه بعد مشتق دارای یک ساختار خاص هستند که معرفی یک ضرب خارجی را ممکن می‌سازد:
{\displaystyle {\boldsymbol {\nabla }}\mathbf {F} ={\boldsymbol {\nabla }}\cdot \mathbf {F} +{\boldsymbol {\nabla }}\wedge \mathbf {F} ={\boldsymbol {\nabla }}\cdot \mathbf {F} +I{\boldsymbol {\nabla }}\times \mathbf {F} }

## یادداشت
1. ↑  Introduction to Electrodynamics by Griffiths
2. ↑  Oersted Medal Lecture David Hestenes "Reforming the Mathematical Language of Physics" (Am. J. Phys. 71 (2), February 2003, pp. 104–121) Online:http://geocalc.clas.asu.edu/html/Oersted-ReformingTheLanguage.html بایگانی‌شده  در ۲۰۱۸-۱۰-۱۶ توسط Wayback Machine p26